# 石田季子
石田 季子（いしだ ときこ、旧姓杉谷 1975年3月17日- ）は、神奈川県横浜市出身のチアリーダー。

## 来歴
桜美林短期大学に入学する前はバトントワラーや新体操をしていた。その後Xリーグのオンワードオークスでチアリーダーを行い、1998年にはNFAチアー・オブ・ザ・イヤーを受賞した。
2001年に安田愛と共にNFLのサンフランシスコ・フォーティナイナーズのチアリーダー、ゴールドラッシュに所属、2人でアパート暮らしをして生活した。その後2003/2004シーズン、2004/2005シーズンとアルビレックスチアリーダーズのチアリーダーを務めた。
Xリーグでのチアリーダーが音量が大きすぎる、観戦者の視界を遮っているという苦情があることを明らかにしている。